# Punta Prosciutto
Punta Prosciutto (Li Prisuddhi in salentino) è una località marittima facente parte del comune di Porto Cesareo ed estremo nord-occidentale della provincia di Lecce, nel Salento.
La spiaggia di Punta Prosciutto sorge nell'omonimo centro, non lontana da San Pietro in Bevagna e da Porto Cesareo, vanta colori caraibici e una natura rigogliosa e selvaggia.

## Geografia fisica
La particolarità del mare sta nel fatto che il fondale basso viene recuperato dopo pochi metri. Le spiagge di sabbia bianca si protendono per diversi chilometri e retrostanti a esse si estendono dune secolari, ricoperte dalla tipica vegetazione mediterranea salentina. Il tratto di Punta Prosciutto è delimitato al nord da Torre Colimena e a sud da Riva degli Angeli, circoscritto per altro da una folta schiera di macchia mediterranea secolare. Il sollevamento del fondale marino ha generato un'area umida che ha prodotto un particolare habitat per l'instaurazione di una particolare flora e fauna. Con la legge regionale n. 5/2006 nella zona è stata istituita la riserva naturale Palude del Conte e duna costiera.

## Galleria d'immagini

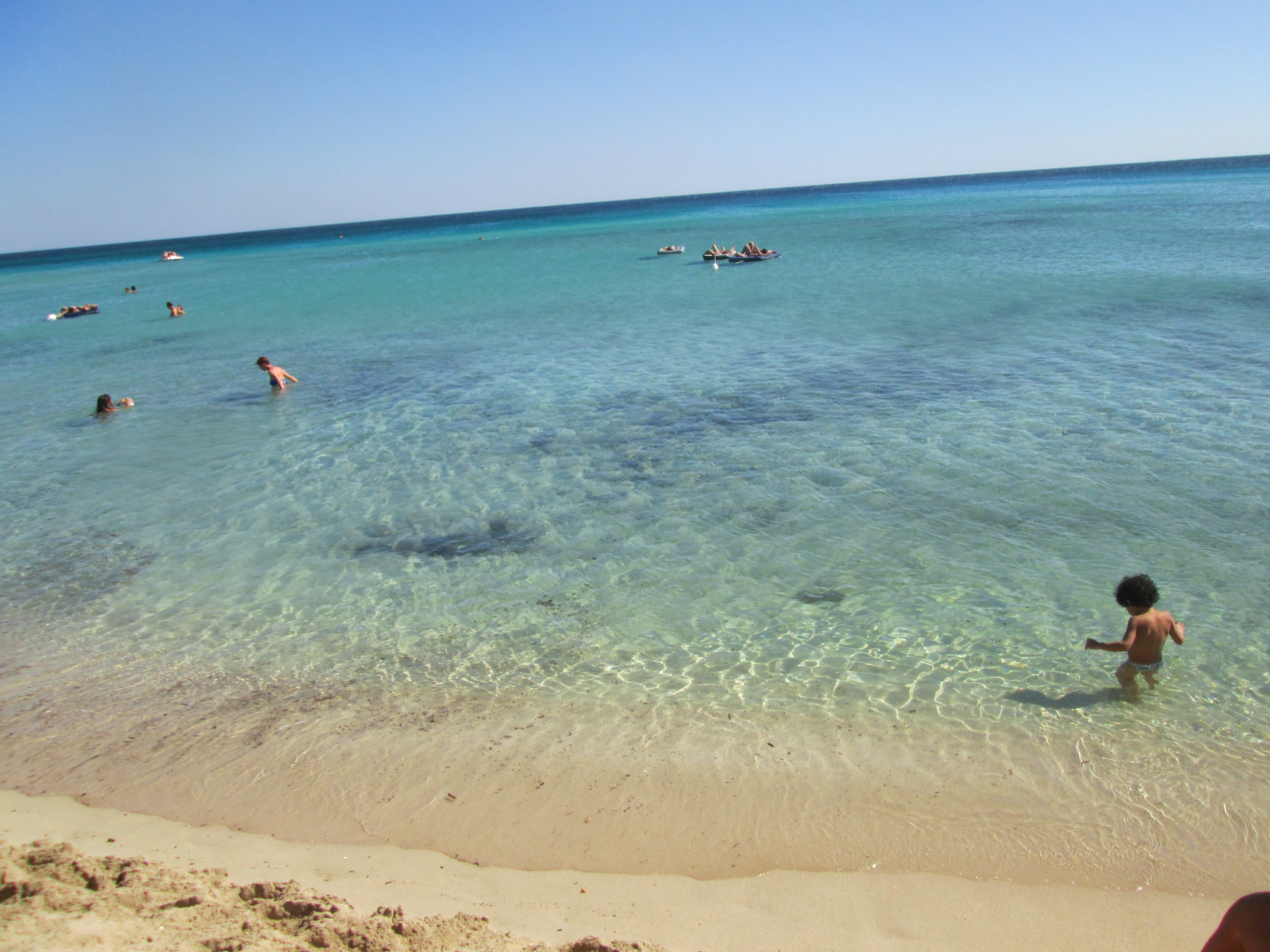
La spiaggia
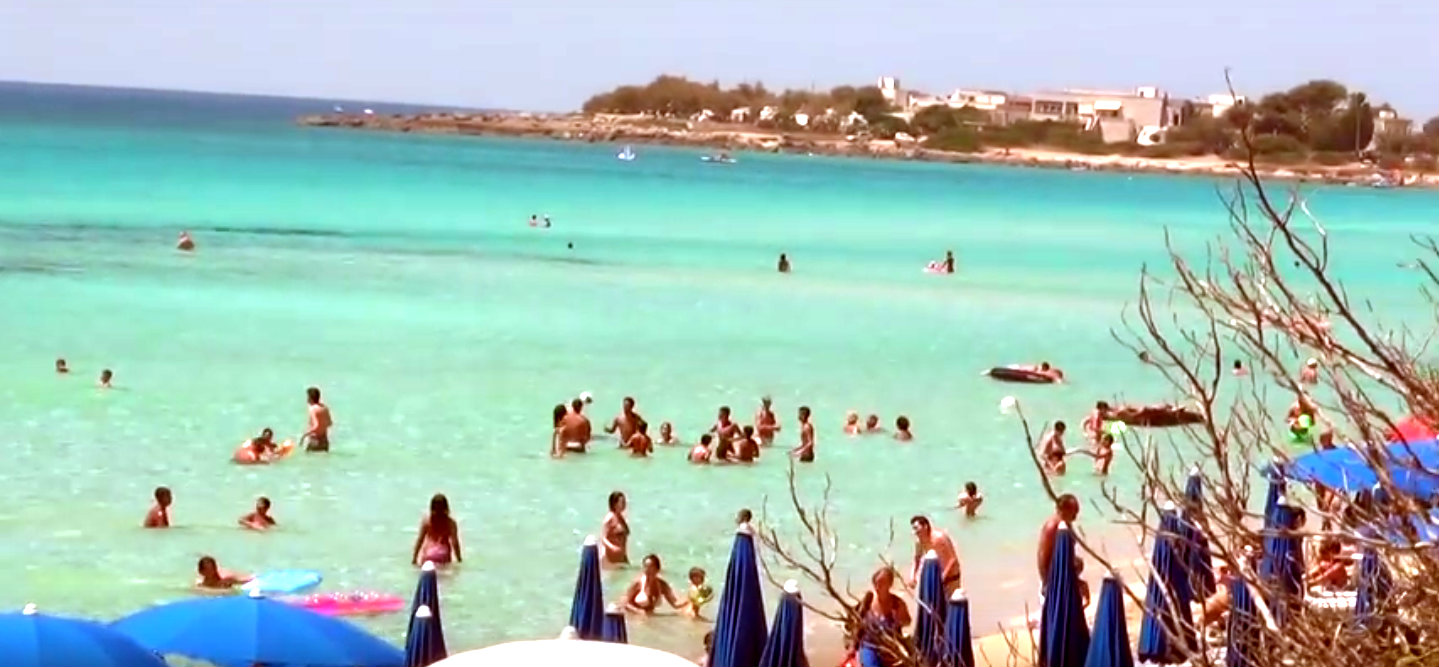
La spiaggia in estate
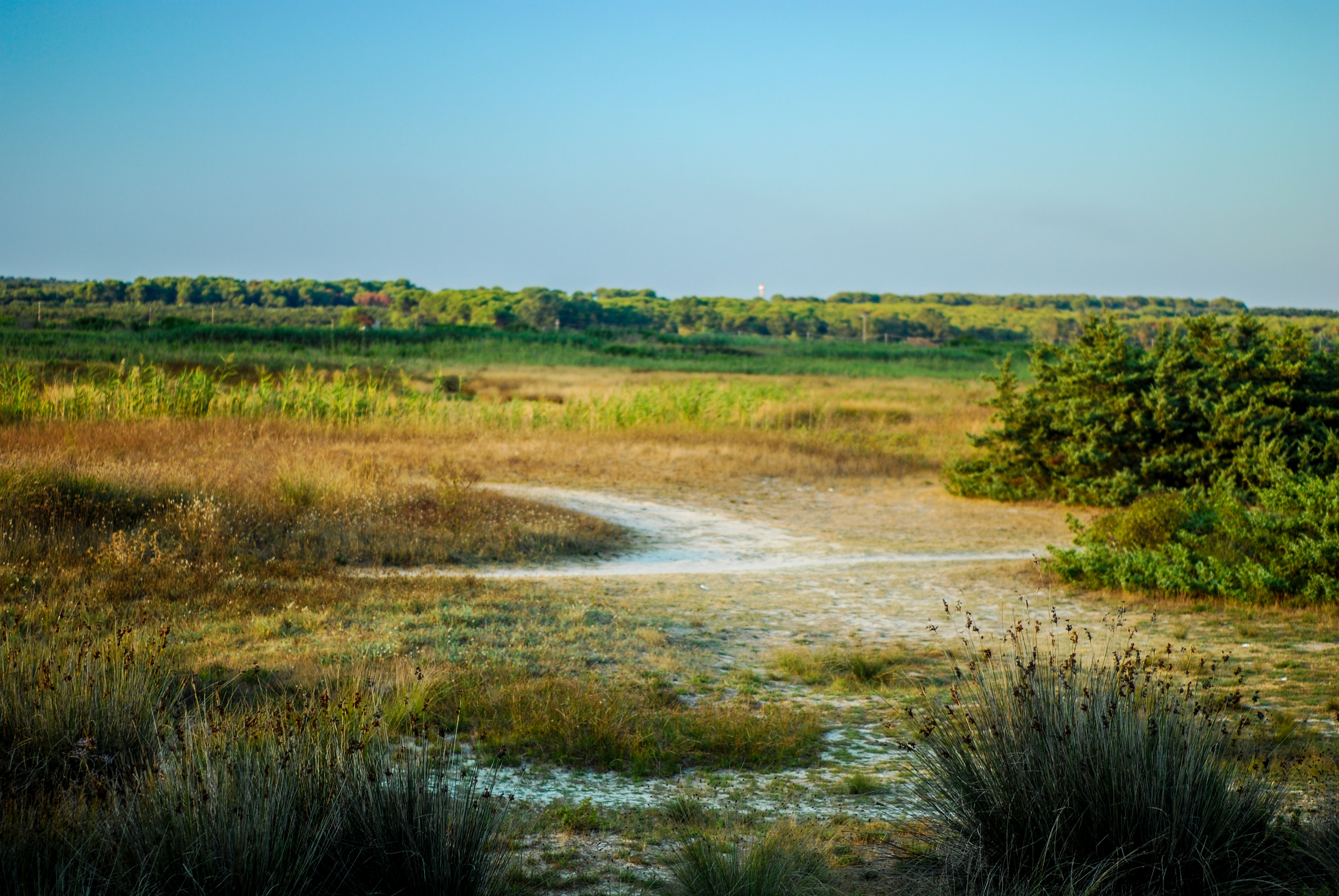
Area Naturale Protetta Palude Del Conte